# Naturschutzgebiet Kleines Gebketal
Das Naturschutzgebiet Kleines Gebketal mit einer Größe von 7,5 ha lag im Arnsberger Wald im nördlich von Meschede. Das Gebiet wurde 1994 mit dem Landschaftsplan Meschede durch den Hochsauerlandkreis als Naturschutzgebiet (NSG) ausgewiesen. Bei der Neuaufstellung des Landschaftsplanes Meschede wurde das NSG dann Teil vom neuen Naturschutzgebiet Arnsberger Wald (Meschede).

## Gebietsbeschreibung
Beim NSG handelt es sich um einen Wald mit dem Bach Kleine Gebke. Im Wald wachsen vorwiegend Roterlen, Rotbuchen und Rotfichten. Im NSG kamen gefährdete Pflanzenarten vor. Dem Bachtal kommt für den Biotop- und Artenschutz lokale Bedeutung zu.

## Schutzzweck
Wie alle Naturschutzgebieten im Landschaftsplangebiet wurde das NSG „zur Erhaltung von Lebensgemeinschaften oder Lebensstätten bestimmter wildlebender Pflanzen und wildlebender Tierarten, aus wissenschaftlichen, naturgeschichtlichen, landeskundlichen oder erdgeschichtlichen Gründen oder wegen der Seltenheit, besonderen Eigenart oder hervorragenden Schönheit einer Fläche oder eines Landschaftsbestandteils“ als NSG ausgewiesen.
Zum Schutzzweck speziell des NSG führte der Landschaftsplan 1994, neben den normalen Schutzzwecken für alle NSG im Landschaftsplangebiet, auf: „Erhaltung und Optimierung eines naturnahen Biotopkomplexes aus Bachlauf, Sickerquellen, bachbegleitenden Erlen- und Buchenwald als wertvoller Lebensraum für Tiere und Pflanzen; hohe Artenvielfalt; wertvoll für Amphibien; Rote-Liste-Pflanzenarten; Gebiet fällt unter § 20 c BNatSchG; Optimierung durch Umbestokung der Fichtenbestände.“
Das NSG soll der Wald und den Bach mit seinem Arteninventar schützen.
Wie bei allen Naturschutzgebieten in Deutschland wurde in der Schutzausweisung darauf hingewiesen, dass das Gebiet „wegen der Seltenheit, besonderen Eigenart und Schönheit des Gebietes“ zum Naturschutzgebiet wurde.